# Introbio

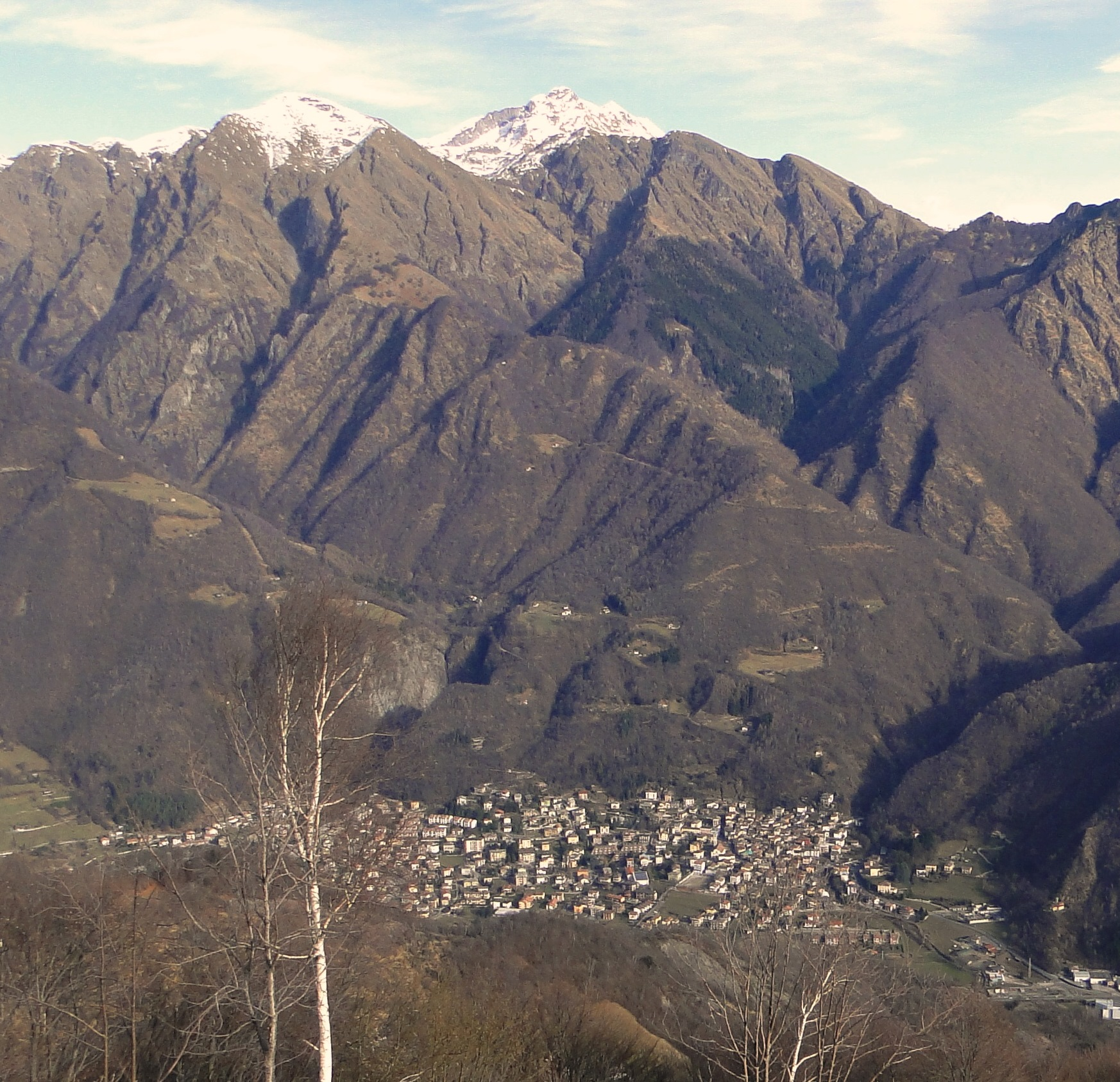
Introbio

Introbio ist eine Gemeinde in der Provinz Lecco in der italienischen Region Lombardei mit 1944 Einwohnern (Stand 31. Dezember 2023).

## Geographie
Introbio liegt etwa 14 km nordöstlich der Provinzhauptstadt Lecco und 60 km nordöstlich der Millionen-Metropole Mailand.
Die Nachbargemeinden sind Barzio, Gerola Alta (SO), Pasturo, Premana, Primaluna und Valtorta (BG).

## Bevölkerung
| Bevölkerungsentwicklung | Bevölkerungsentwicklung | Bevölkerungsentwicklung | Bevölkerungsentwicklung | Bevölkerungsentwicklung | Bevölkerungsentwicklung | Bevölkerungsentwicklung | Bevölkerungsentwicklung | Bevölkerungsentwicklung | Bevölkerungsentwicklung | Bevölkerungsentwicklung | Bevölkerungsentwicklung | Bevölkerungsentwicklung | Bevölkerungsentwicklung | Bevölkerungsentwicklung | Bevölkerungsentwicklung |
| ----------------------- | ----------------------- | ----------------------- | ----------------------- | ----------------------- | ----------------------- | ----------------------- | ----------------------- | ----------------------- | ----------------------- | ----------------------- | ----------------------- | ----------------------- | ----------------------- | ----------------------- | ----------------------- |
| Jahr                    | 1861                    | 1871                    | 1881                    | 1901                    | 1911                    | 1921                    | 1931                    | 1951                    | 1961                    | 1971                    | 1981                    | 1991                    | 2011                    | 2022                    |                         |
| Einwohner               | 794                     | 858                     | 902                     | 879                     | 833                     | 858                     | 846                     | 1025                    | 1055                    | 1184                    | 1369                    | 1383                    | 2003                    | 1909                    |                         |
| Quelle: ISTAT           |                         |                         |                         |                         |                         |                         |                         |                         |                         |                         |                         |                         |                         |                         |                         |

## Sehenswürdigkeiten

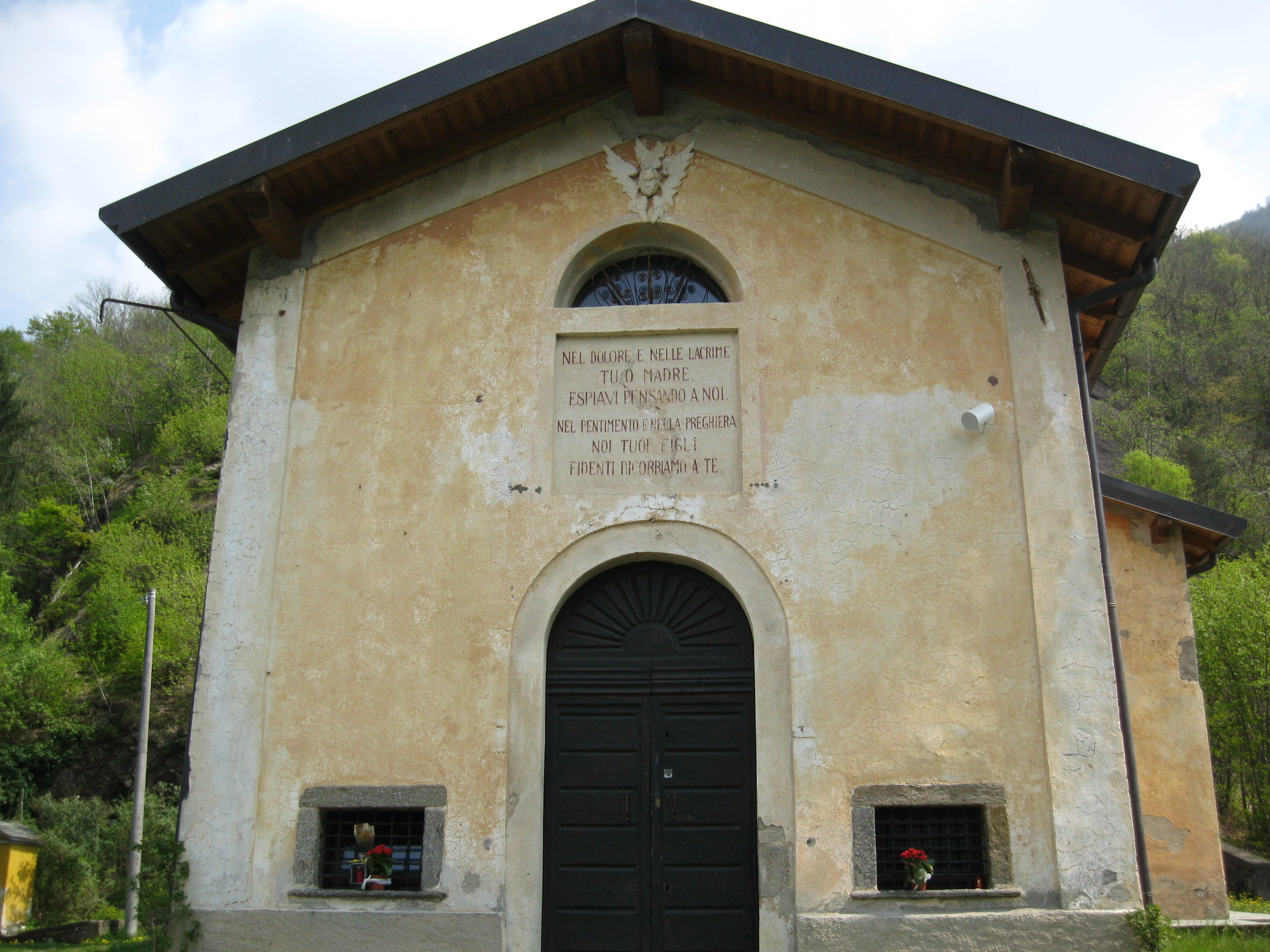
Kirche Santa Caterina

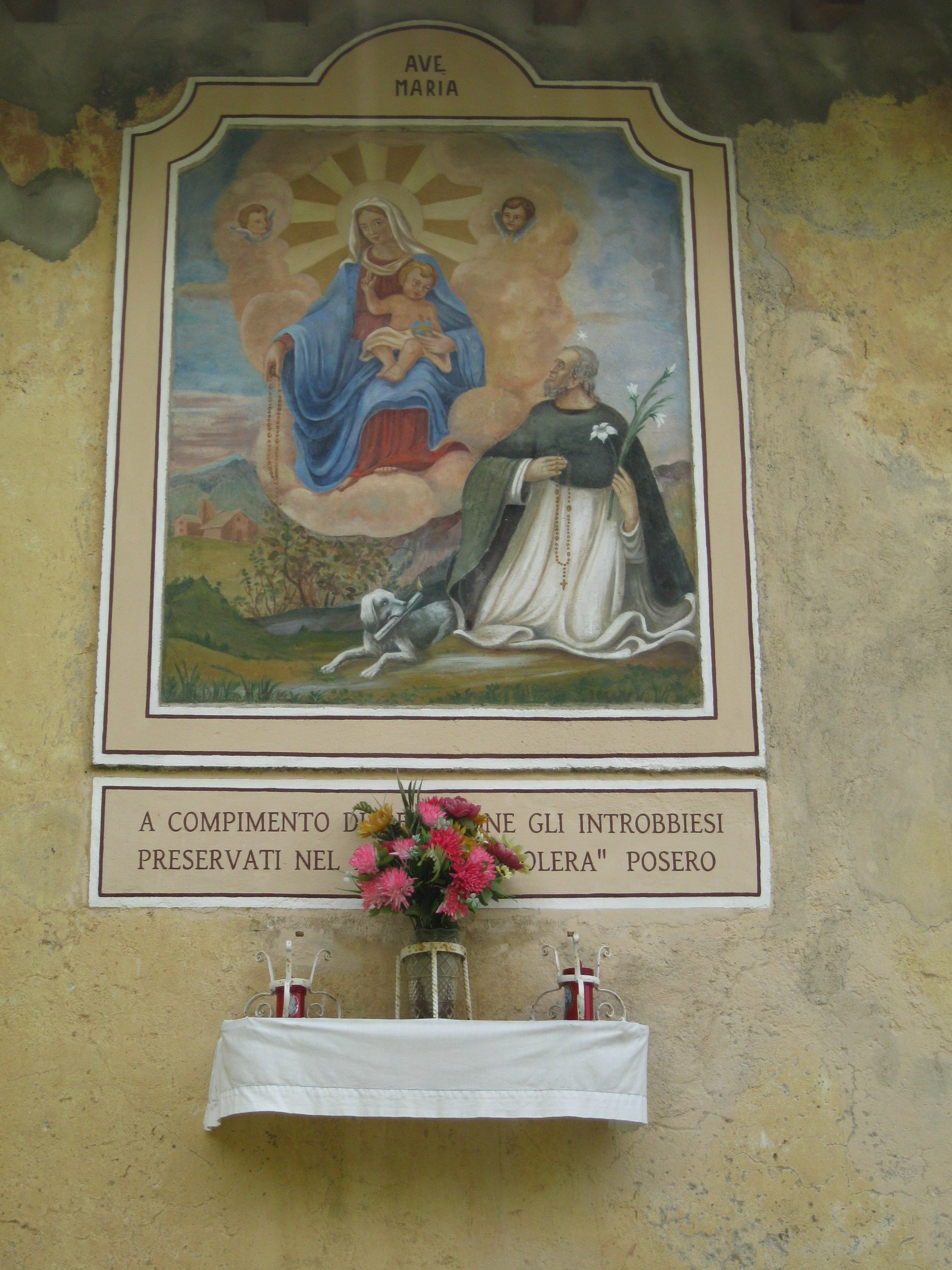
Das Gemälde an der Außenwand der Kirche ist ein Zeichen des Dankes für den Schutz des Landes vor der Cholera.

- Pfarrkirche Sant’Antonio Abate im Zentrum von Introbio. Sie wurde von Don Enrico Locatelli im  neoklassizistischen Stil entworfen, Ende des 19. Jahrhunderts gebaut und am 17. Oktober 1897 eingeweiht.
- Kirche von San Michele wurde um 1100 erbaut und beherbergt ein Bildnis der Madonna im byzantinischen Stil, datiert auf 1100–1200. Im Jahr 1934 mussten eine Mauer und drei Bögen gebaut werden, um die ursprüngliche Struktur zu stützen.
- Kirche Santa Caterina  Sie wurde 1539 erbaut und hielt täglich eine Messe ab, bis sie mangels eines amtierenden Priesters von Karl Borromäus geschlossen wurde. Bis 1566 war die Kirche der Sitz der Pfarrei von Introbio. Am 15. August 1866 ging es nach dem Gesetz zur Aufhebung des kirchlichen Eigentums in den Besitz des Staates über. Es wurde dann von der Familie Fumagalli zurückgekauft, die es später der Kirche schenkte.
- Kirche Beata Vergine della Neve von Biandino wurde zwischen 1665 und 1669 erbaut. Im Jahr 1836 legten die Einwohner von Biandino ein Dankesgelübde ab, weil sie von der Cholera verschont geblieben waren. Zur Erinnerung an dieses Gelübde findet jedes Jahr am 5. August eine feierliche Prozession vom Dorf zum Heiligtum und zurück statt, bei der die Statue der Madonna in der Prozession mitgeführt wird. Das Bauwerk wurde am 13. Oktober 1944 durch die Kriegswirren zerstört, aber noch im selben Jahr beschlossen die Einwohner von Introbiese, es wieder aufzubauen, und die neue Kirche wurde am 5. August 1947 eingeweiht.

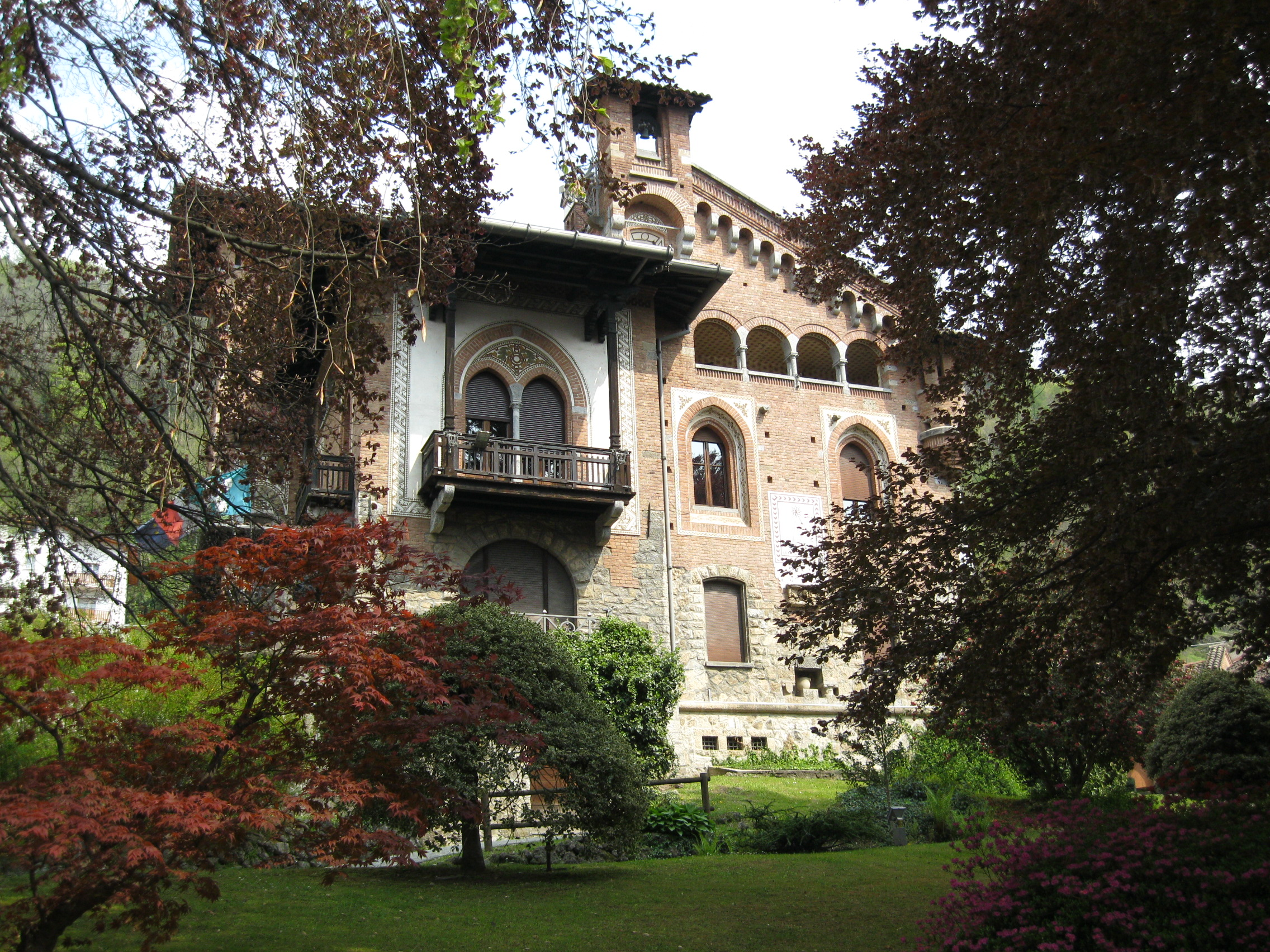
Villa Migliavacca

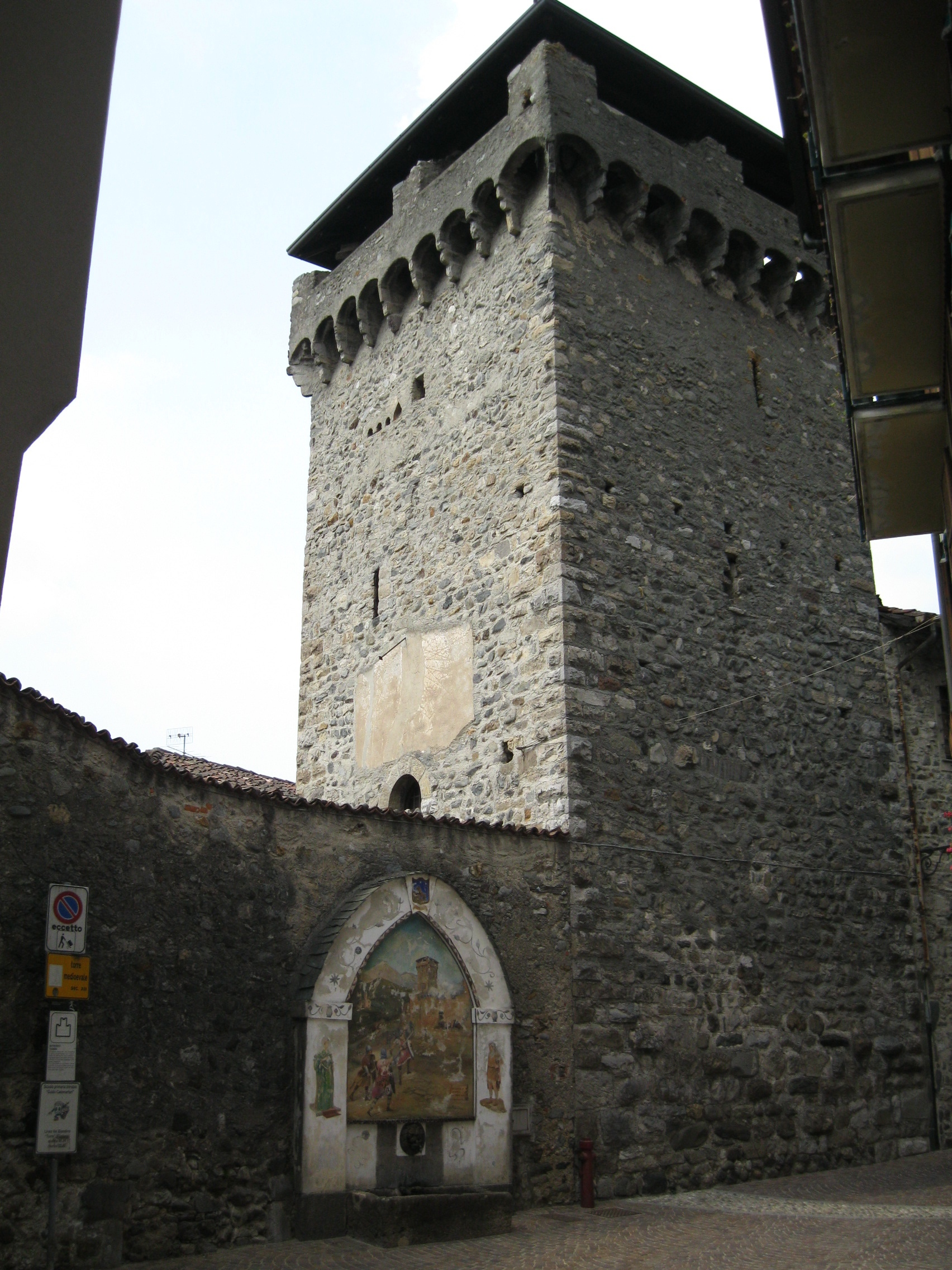
Torre Arrigoni

- Die Villa Migliavacca, die wahrscheinlich von dem Architekten Ulderico Bottoli aus Mailand entworfen wurde, wurde zwischen 1911 und 1914 erbaut und lehnt sich an den Stil der Mailänder Architektur des 15. Jahrhunderts an, wie z. B. an das Castello Sforzesco. Die Struktur befindet sich inmitten eines Gartens, im Zentrum des Dorfes und hat eine Panoramalage. Es wird heute als Gemeindeverwaltung genutzt. Die Villa wird auch Clementina genannt, nach Clementina Ravasio, der Frau des ersten Besitzers Antonio Migliavacca.
- Der Arrigoni-Turm wurde im 11. Jahrhundert erbaut und diente als Wachturm gegen die Barbaren, die häufig in diese Gebiete eindrangen. Der Turm war Teil eines Kontrollsystems, das die Rocca di Baiedo und andere Befestigungen des unteren Valsassina umfasste. Das Gebäude mit spätmittelalterlichem Aussehen zeugte einst vom Prestige der Besitzerfamilie und diente als Wache für die Verkehrswege, insbesondere für die Straße von Bitto. In der ersten Hälfte des 15. Jahrhunderts war der Turm der Protagonist einer Schlacht zwischen lokalen Guelfen und Ghibellinen. Im Dachgebälk sind noch einige Geschosse der Graubündner zu sehen, die Introbio 1531 angriffen und verjagt wurden. Ein Zaun um das Gebäude herum sollte einen Nahkampf verhindern. Diese Elemente, die in allen Verteidigungsanlagen des Gebiets zu finden sind, wurden von Leonardo da Vinci entworfen, der als Militäringenieur in Mailand tätig war. Bereits im Besitz der Arrigoni, ging der Turm im 17. Jahrhundert in den Besitz der Grafen von Monti und später in den der Familie Amigoni von Lecco über.
- Der Turm von San Michele. Der Glockenturm der Kirche weist kriegerische Züge auf, wie sie für einen Beobachtungs und Signalturm typisch sind. Ursprünglich war sie von der Kirche abgetrennt, wurde aber später in das Gebäude integriert, als dieses vergrößert wurde.

## Persönlichkeiten
- Giuseppe Arrigoni (* 2. November 1811 in Introbio; † 23. Oktober 1867 ebenda), Ingenieur, Historiograph, Patriot, Publizist, Erster Gemeindepräsident von Introbio, Autor von Notizie storiche della Valsassina e delle terre limitrofe dalla più remota età fino all’anno 1844.[2][3] La Virginia, le miniere della Valsassina 1862; La Valsassina Ossia Il Mandamento D’Introbio Né suoi Confini Naturali, Storici, Economici, Amministrativi, Giudiziarii Ed Ecclesiastici. 1865.

## Bilder

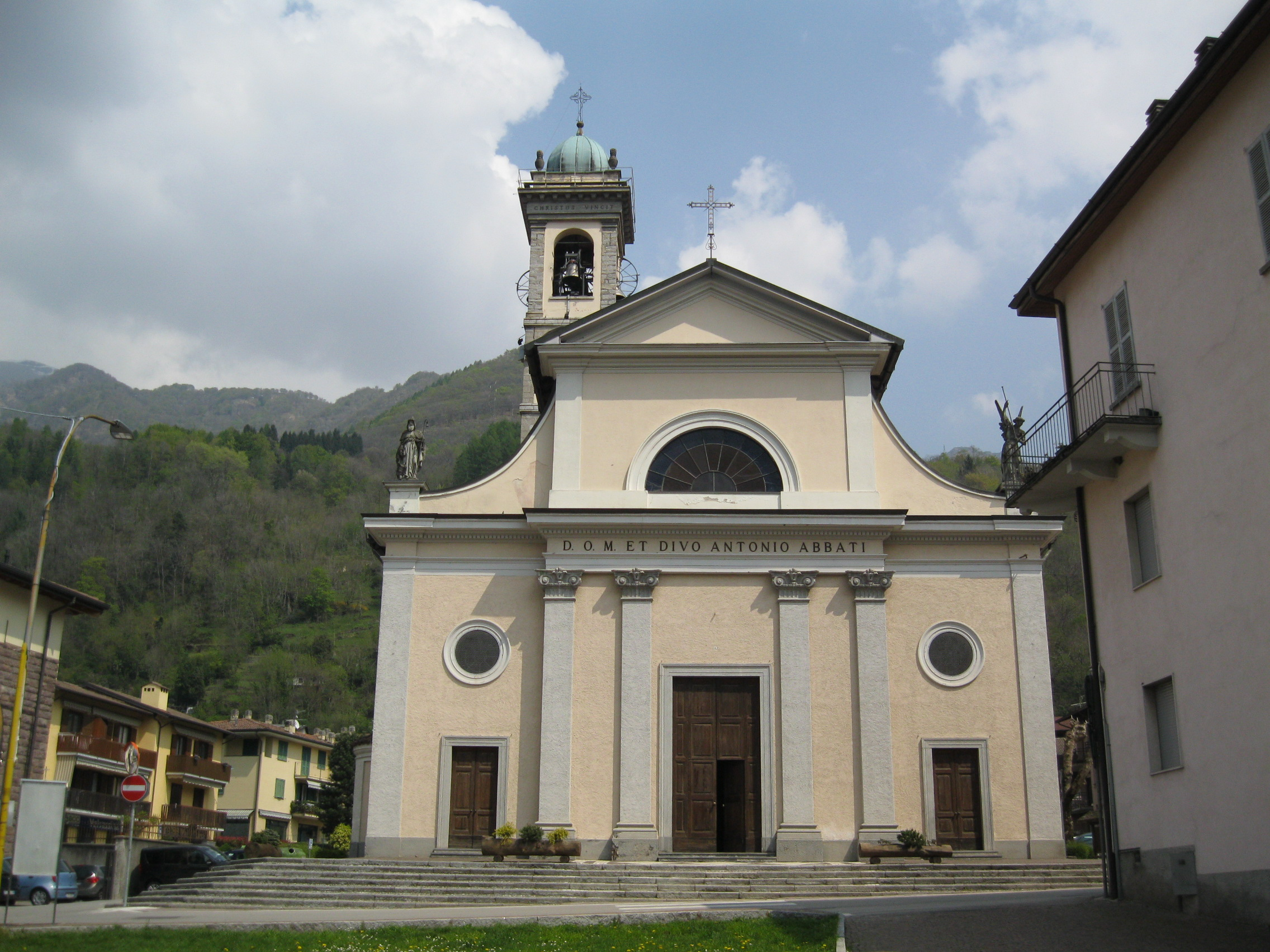
Pfarrkirche Sant’Antonio
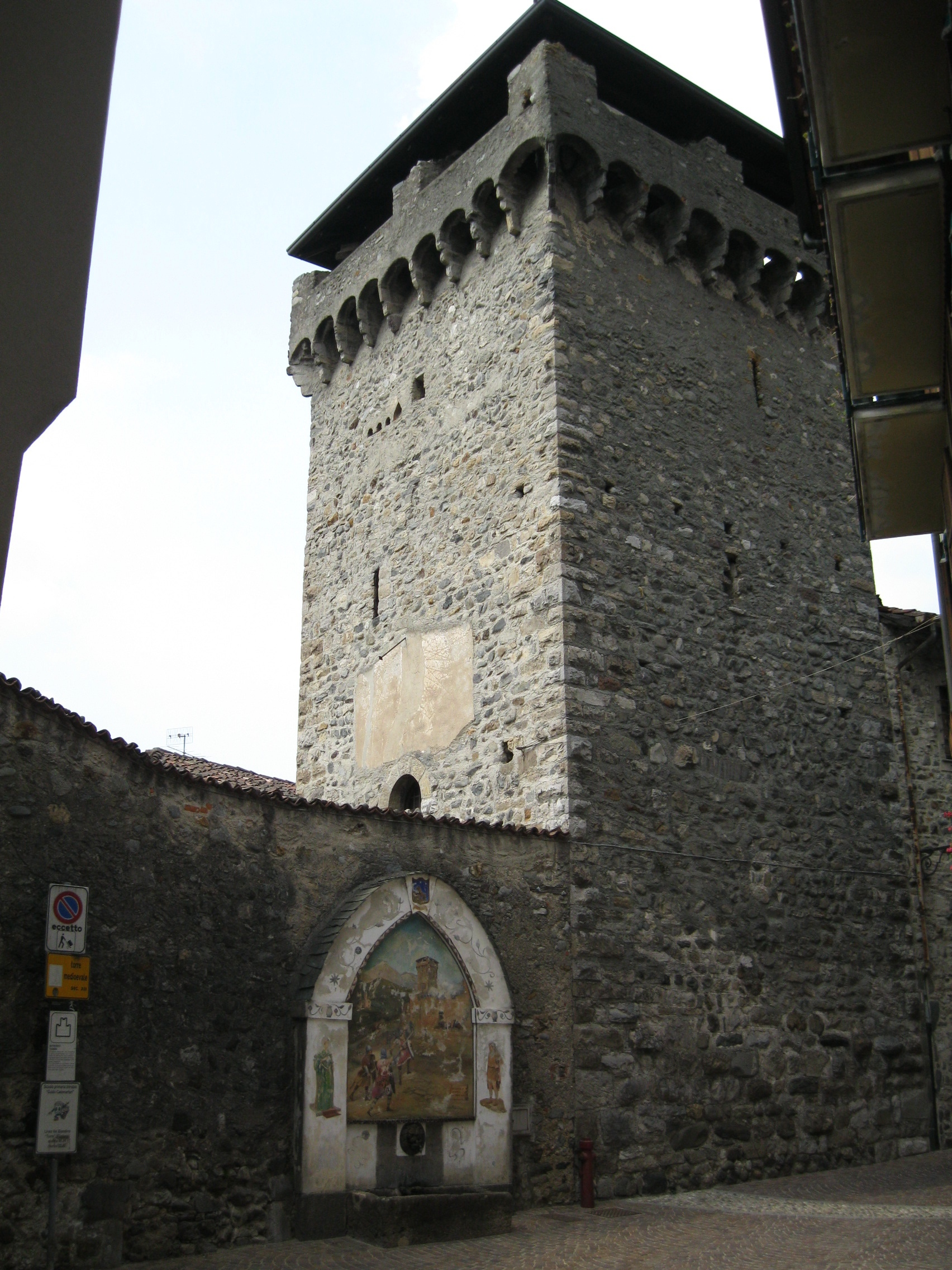
Torre Arrigoni
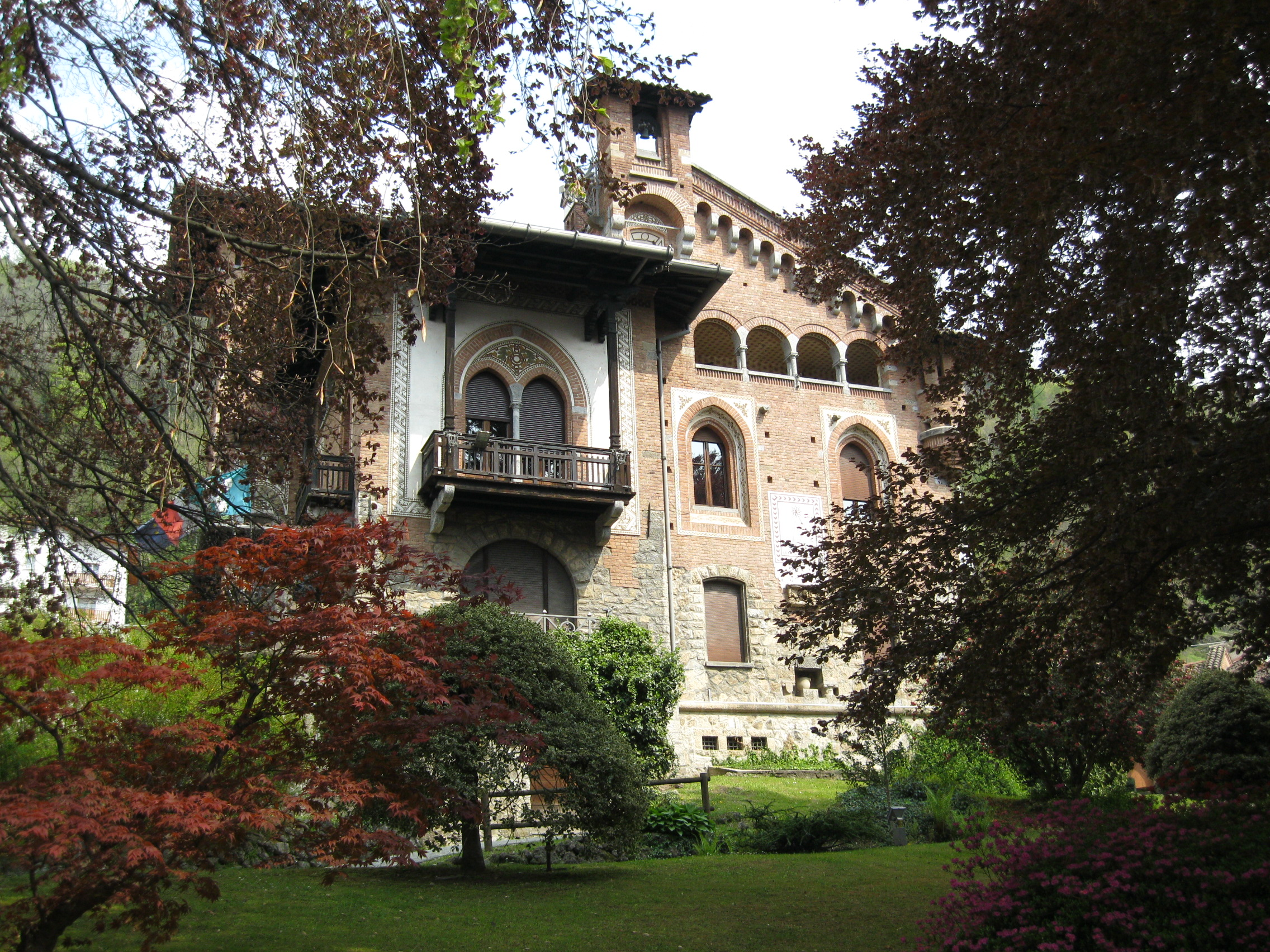
Villa Migliavacca
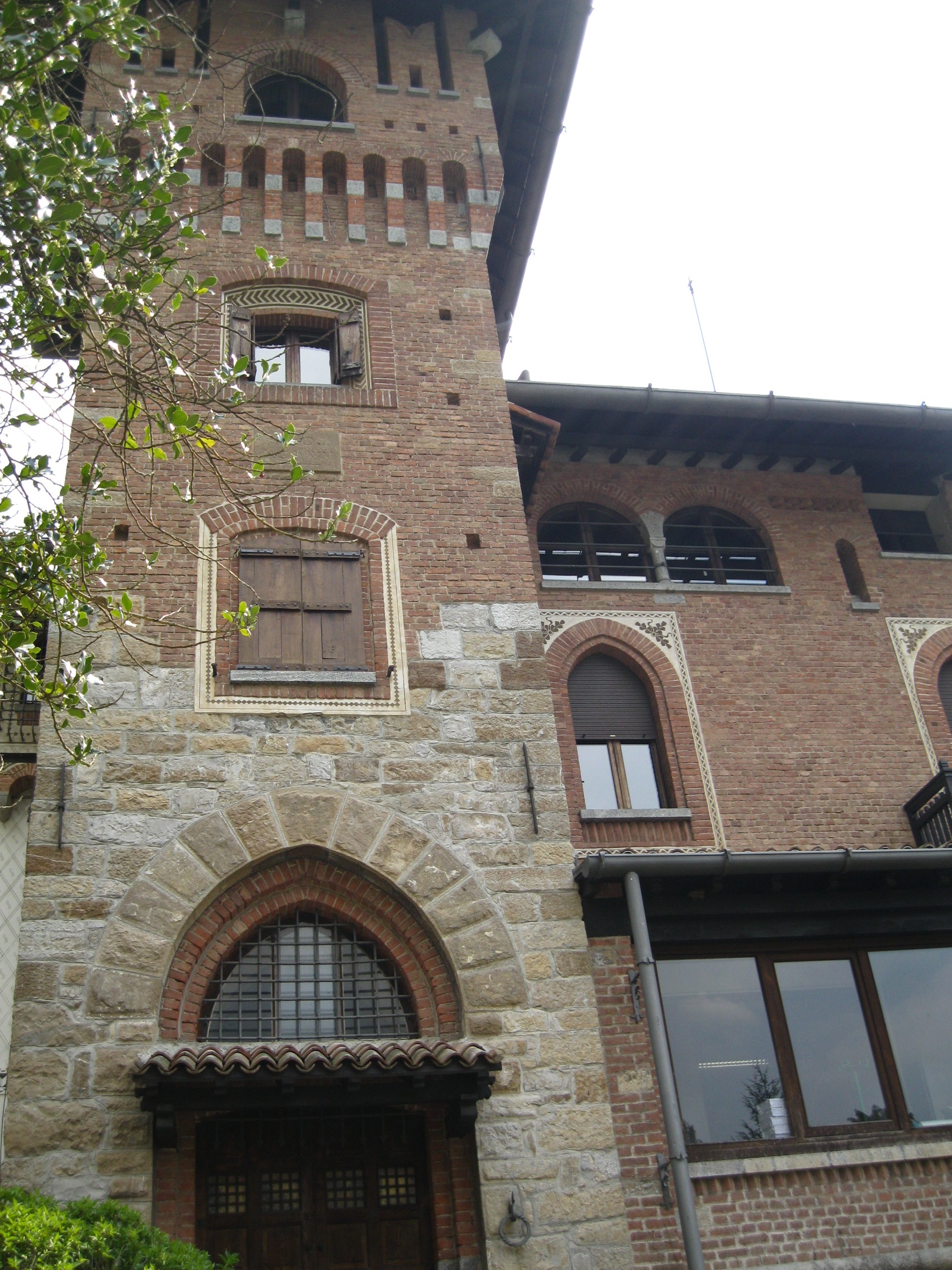
Torre della villa